# Orapa
Orapa è una città Botswana situata nel distretto Centrale.